# Barrakudas
Die Barrakudas oder Pfeilhechte (Sphyraenidae) sind Raubfische aus der Ordnung der Carangiformes innerhalb der Barschverwandten (Percomorphaceae). Es gibt insgesamt 29 bekannte Arten, die alle einer Gattung angehören.

## Merkmale
Barrakudas haben einen hechtähnlichen, mit kleinen Cycloidschuppen bedeckten, silbrig glänzenden, langgestreckten Körper.

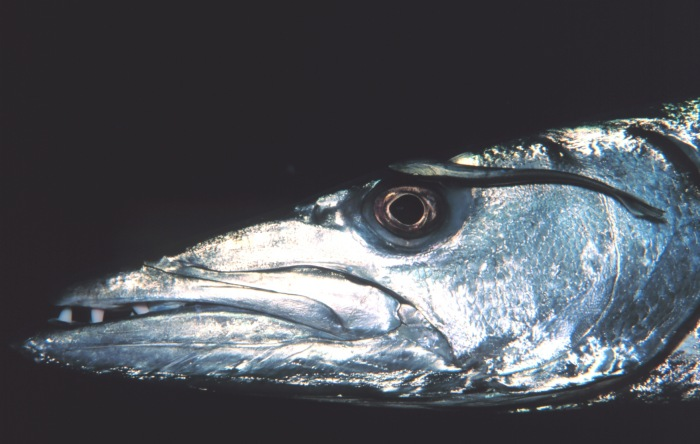
Kopf

Der Kopf, die starren Augen und das Maul sind groß, der Unterkiefer überragt den Oberkiefer. Er ist mit besonders großen, in tiefen Zahnfächern sitzenden Fangzähnen besetzt. Kiemenreusen fehlen oder sind nur noch in Rudimenten vorhanden. Die beiden kurzen Rückenflossen stehen weit auseinander. Die erste hat fünf Hartstrahlen, die zweite, die sich direkt über der Afterflosse befindet, einen Hart- und neun Weichstrahlen. Die Brustflossen sitzen relativ niedrig, die Schwanzflosse ist gegabelt.
Die relativ steifen Barrakudas haben nur 24 Wirbel. Entlang des gut entwickelten Seitenlinienorgans haben sie 80 bis 166 Schuppen. Barrakudas können, je nach Art, 23 Zentimeter bis zwei Meter lang werden. Die größten Arten sind der Große Barrakuda (Sphyraena barracuda), Sphyraena afra und Sphyraena guachancho.

## Verbreitung
Barrakudas leben in tropischen und subtropischen Bereichen des Atlantik, Pazifik und Indischen Ozeans. Adulte Tiere sind ausschließlich marin, während Jungfische auch in das Brackwasser von Flussmündungen wandern. Der Europäische Barrakuda (Sphyraena sphyraena) lebt im Atlantik, unter anderem bei Madeira, den Azoren und den Kanarischen Inseln, aber auch im Mittelmeer und im Schwarzen Meer.

## Ernährung

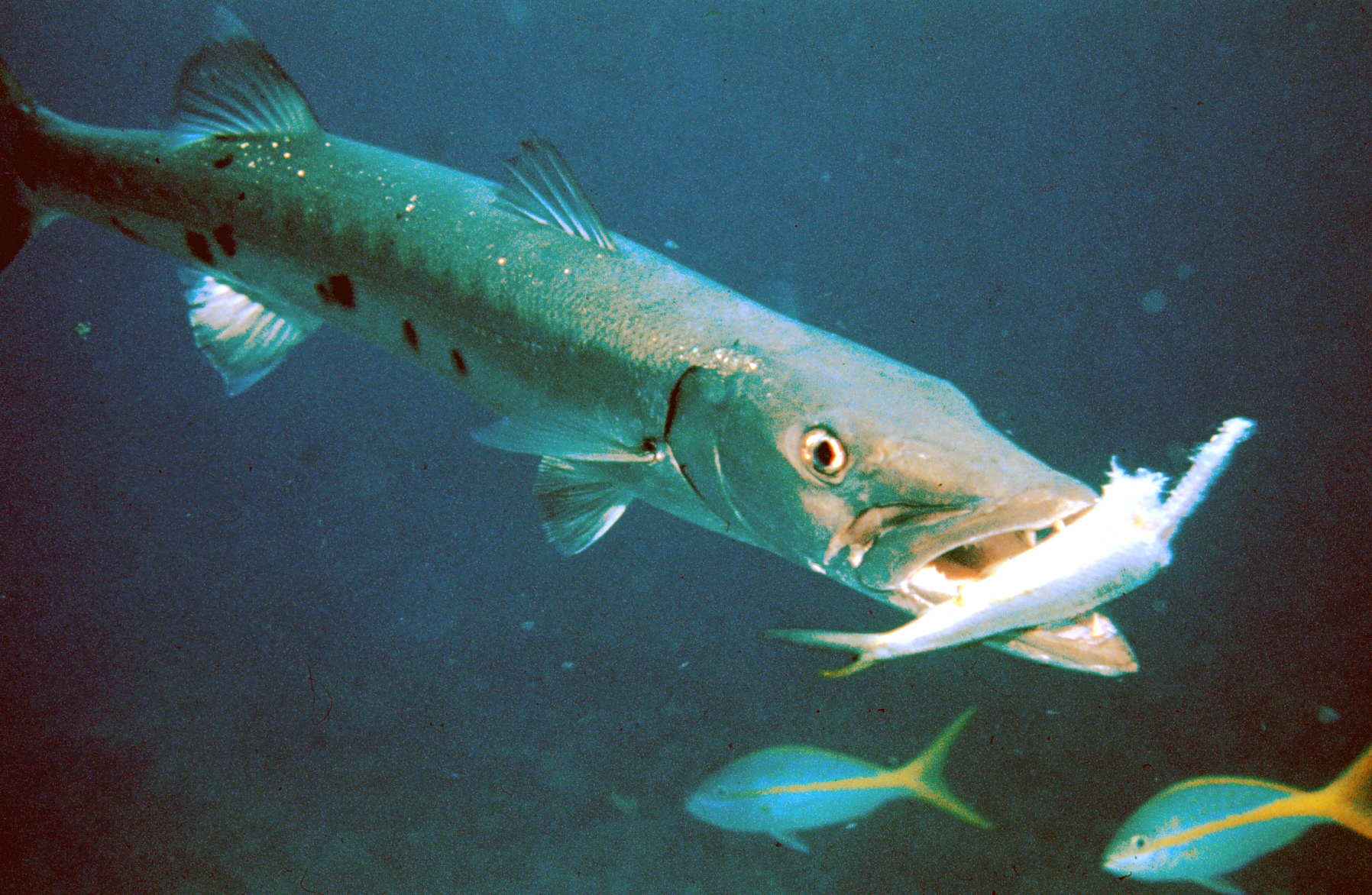
Barrakuda mit Beute

Barrakudas ernähren sich von kleineren Fischen. Junge Barrakudas und kleinere Arten leben unter anderem von Grundeln, Neuweltlichen und Altweltlichen Ährenfischen sowie Hornhechten. Adulte Exemplare der größeren Arten fressen Schnapper, Makrelen und junge Thunfische. Da Barrakudas am Ende der Nahrungskette stehen, reichert sich in ihnen das giftige Ciguatoxin an, so dass es beim Verzehr von Barrakudafleisch zu Vergiftungen kommen kann.

## Verhalten

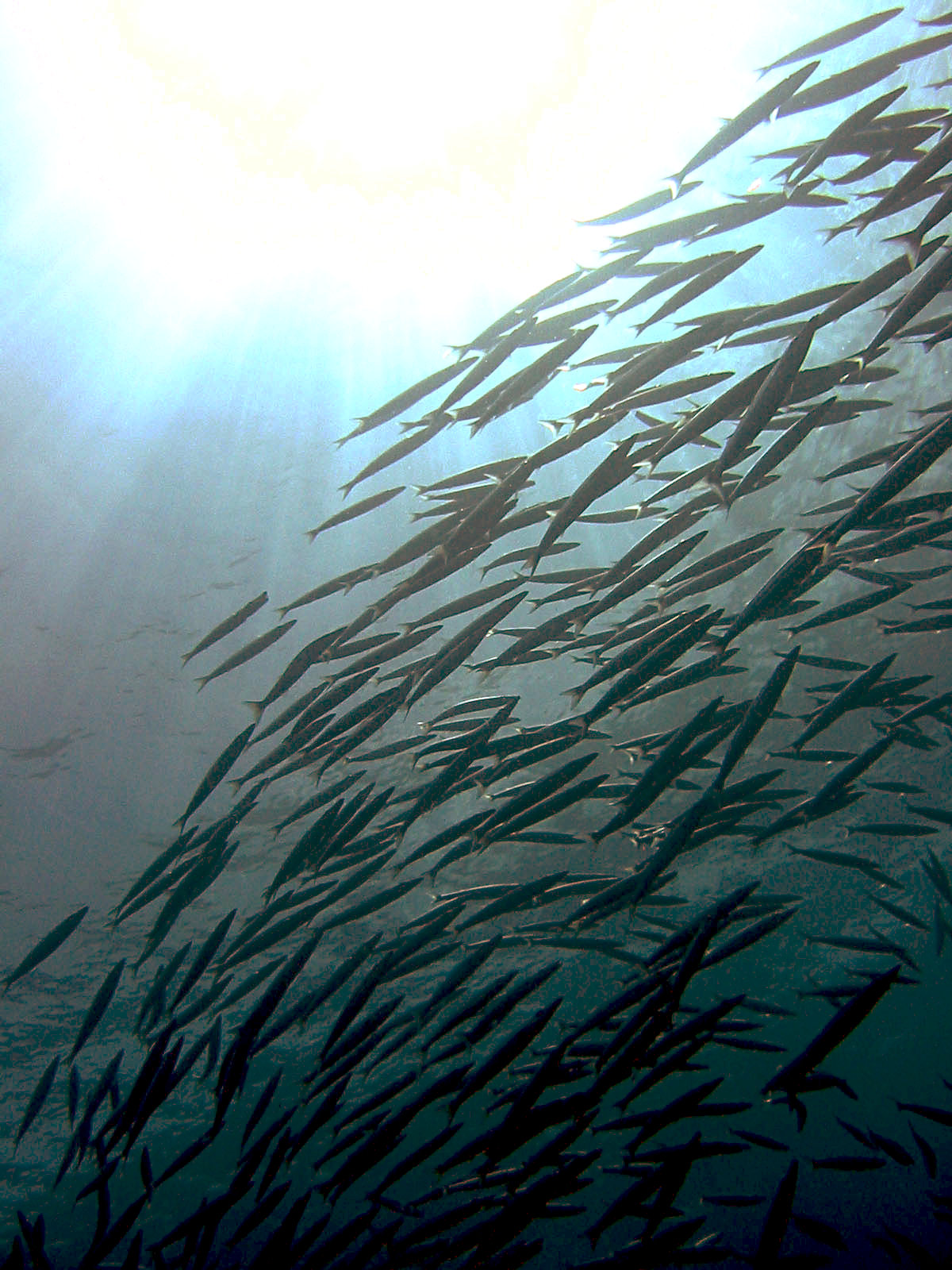
Junge Gelbschwanz-Barrakudas (S. flavicauda) im Golf von Akaba vor Dahab, Sinai-Halbinsel

Junge Barrakudas leben oft in riesigen Schwärmen im freien Wasser (Pelagial), seltener versteckt zwischen Seetang und Algen oder senkrecht zwischen Hornkorallen. Ausgewachsene Tiere sind oft Einzelgänger. Die verschiedenen Arten können tag- oder nachtaktiv sein.

### Fortpflanzung
Über die Fortpflanzung weiß man relativ wenig. Sie sind Freilaicher, die ihre Keimzellen in das offene Wasser abgeben. Sie scheinen bevorzugt bei Vollmond zu laichen und versammeln sich dann in großen Schwärmen an den Rändern von Fels- und Korallenriffen.

### Gefährlichkeit
Barrakudas haben den Ruf, für Menschen gefährlich zu sein, und werden in einigen Gegenden mehr gefürchtet als Haie. Ihre Angriffslust scheint aber je nach Region unterschiedlich zu sein. Aus der Karibik gibt es Meldungen von über 30 Angriffen auf Menschen. Kleine Barrakudas unternehmen nur Scheinangriffe. Große Barrakudas scheinen von blinkenden und blitzenden Gegenständen zum Angriff verleitet zu werden. Der Aggression soll eine Warnung in Form einer Schnappbewegung des Mauls vorangehen. Die großen Unterkieferzähne der Barrakudas reißen schwere Wunden, die zu großem Blutverlust führen können. Sie beißen allerdings nur einmal zu und schwimmen dann weg.

## Systematik und Stammesgeschichte

### Stammesgeschichte
Mit Sphyraena bolcensis aus der Monte-Bolca-Formation lassen sie sich fossil seit dem mittleren Eozän nachweisen. Die nah verwandte Gattung Parasphyraena lebte im oberen Miozän von Westasien.

### Äußere Systematik
Die Barrakudas sind systematisch relativ isoliert. In vielen traditionellen Systematiken werden sie den Makrelenartigen (Scombroidei) zugeordnet. Tatsächlich sind sie aber näher mit den Riesenbarschen (Latidae) und Snooks (Centropomidae) verwandt und bilden mit ihnen die Unterordnung Centropomoidei innerhalb der Ordnung Carangiformes.

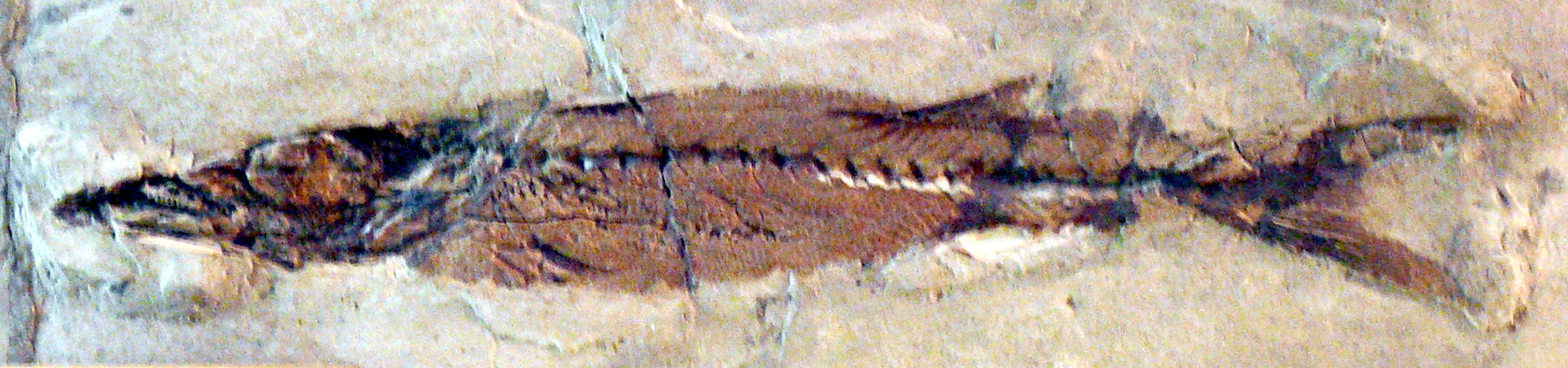
Sphyraena bolcensis im Museum für Naturkunde Berlin

### Innere Systematik

#### Artenliste

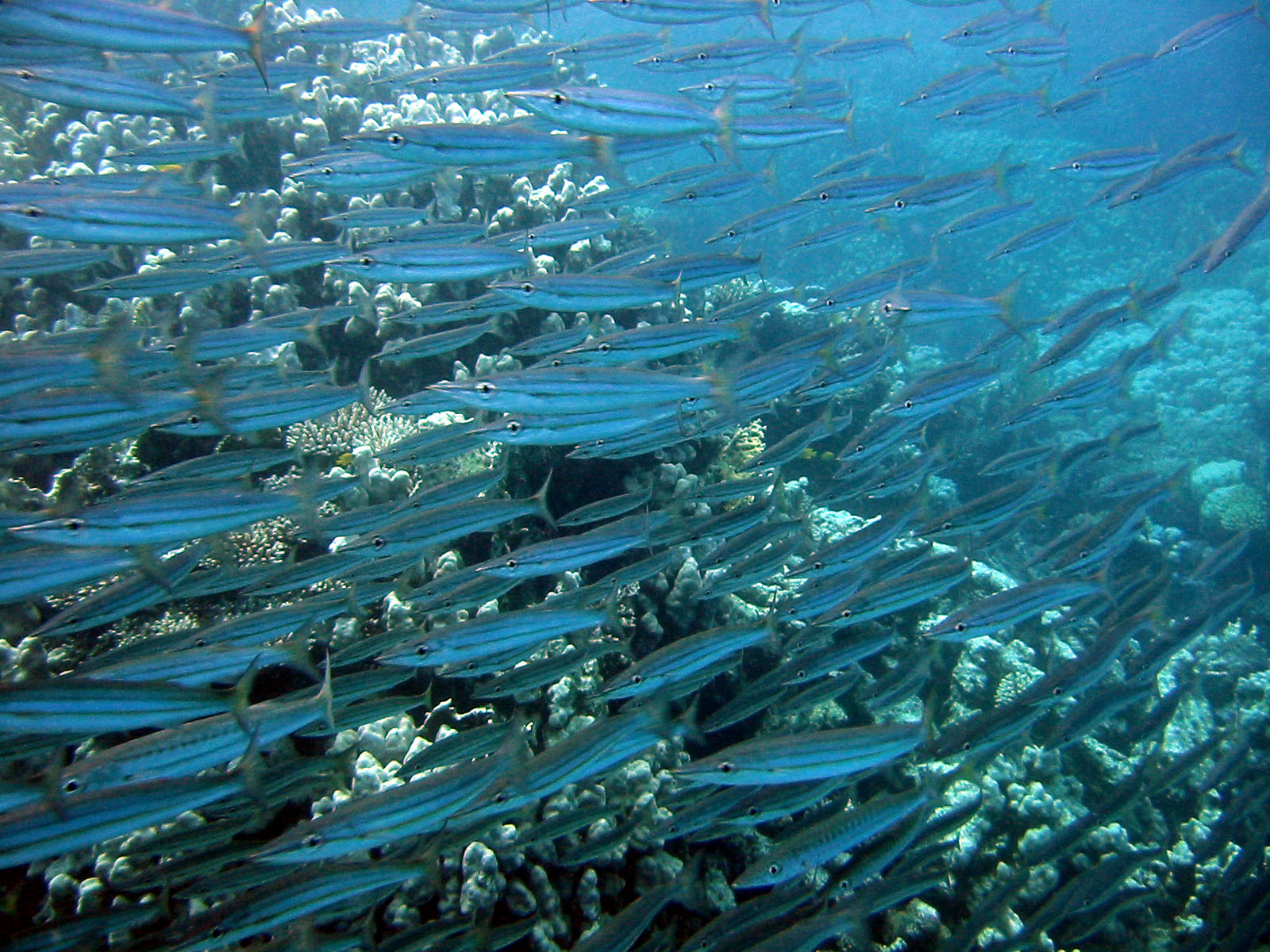
Sphyraena flavicauda

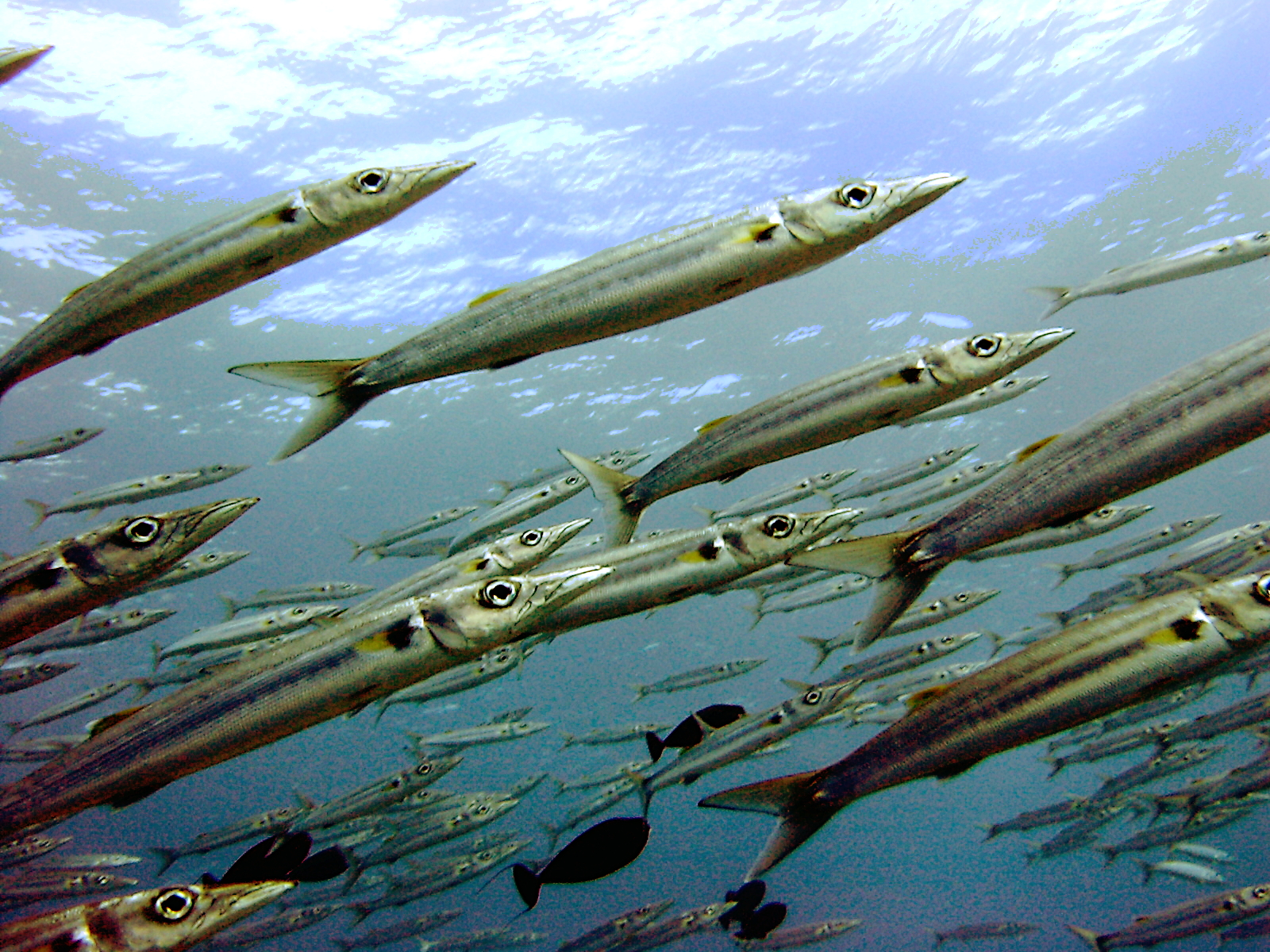
Sphyraena forsteri

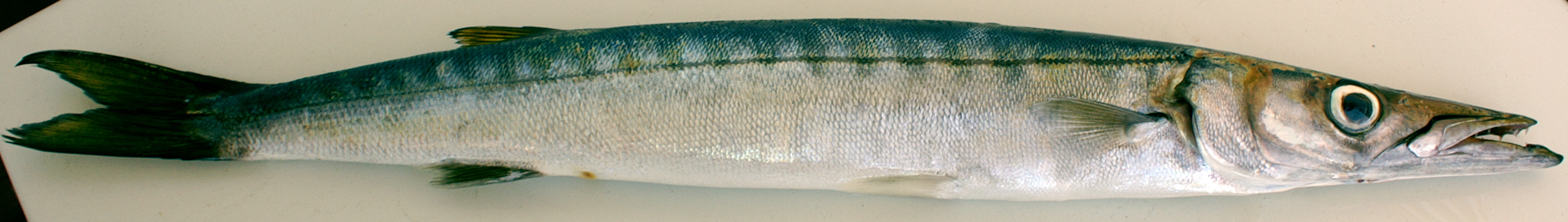
Sphyraena sphyraena

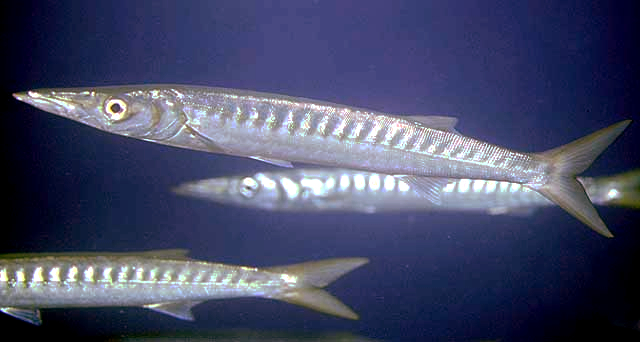
Sphyraena viridensis

Es gibt 29 Arten. Ähnliche Arten werden nach Farbe, Größe und Anzahl der Schuppen sowie anhand der Ausbildung der Kiemenreusendornen unterschieden. Diese Merkmale ändern sich im Laufe des Wachstums, so dass die Artunterscheidung mitunter sehr schwierig ist.
- Pfeil-Barrakuda (Sphyraena acutipinnis) Day, 1876
- Sphyraena afra Peters, 1844
- Sphyraena arabiansis Abdussamad et al., 2015
- Sphyraena argentea Girard, 1854
- Großer Barrakuda (Sphyraena barracuda) (Walbaum, 1792)
- Sphyraena borealis DeKay, 1842
- Sphyraena chrysotaenia Klunzinger, 1884
- Sphyraena ensis Jordan & Gilbert, 1882
- Gelbschwanz-Barrakuda (Sphyraena flavicauda) Rüppell, 1838
- Brustfleck-Barrakuda (Sphyraena forsteri) Cuvier, 1829
- Sphyraena guachancho Cuvier, 1829
- Hellers Barrakuda (Sphyraena helleri) Jenkins, 1901
- Sphyraena iburiensis Doiuchi & Nakabo, 2005
- Sphyraena idiastes Heller & Snodgrass, 1903
- Sphyraena japonica Cuvier, 1829
- Jello-Barrakuda (Sphyraena jello) Cuvier, 1829
- Sphyraena lucasana Gill, 1863
- Sphyraena novaehollandiae Günther, 1860
- Sphyraena obtusata Cuvier, 1829
- Gelbstreifen-Barrakuda (Sphyraena picudilla) Poey, 1860
- Sphyraena pinguis Günther, 1874
- Winkel-Barrakuda (Sphyraena putnamae) Jordan & Seale, 1905
- Dunkelflossen-Barrakuda (Sphyraena qenie) Klunzinger, 1870
- Europäischer Barrakuda (Sphyraena sphyraena) (Linnaeus, 1758)
- Sphyraena stellata Morishita & Motomura, 2020
- Sphyraena tome Fowler, 1903
- Sphyraena viridensis Cuvier, 1829
- Sphyraena waitii Ogilby, 1908